# Spirídon Samaras
Spirídon Samaras (en grec Σπυρίδων Σαμάρας), també conegut com a Spiros Samaras (Σπύρος Σαμάρας) o Spiro Samara (Corfú, 17 de novembre de 1861 – Atenes, 25 de març de 1917), fou un compositor grec, particularment admirat per les seves òperes, influïdes per Puccini. És el compositor grec més cèlebre internacionalment abans de Dimitris Mitrópoulos.
Del 1875 al 1882 va estudiar al Conservatori d'Atenes, i posteriorment va fer-ho al Conservatori de París, on fou deixeble de Jules Massenet, Léo Delibes i Charles Gounod, entre d'altres; va residir a la capital francesa del 1882 al 1885. Va traslladar-se després a Itàlia, on va dur a terme principalment la seva carrera musical i va escriure la major part de les seves 15 obres, entre òperes i operetes. Va tornar a Grècia el 1911.
És conegut per haver compost l'himne olímpic, amb lletra de l'escriptor i poeta grec Kostís Palamàs, que es va interpretar per primera vegada als Jocs de la I Olimpíada a Atenes el 1896. Altres composicions musicals van acompanyar les cerimònies d'obertura dels Jocs següents fins que, als Jocs de Roma del 1960, es va declarar la composició de Samaras i Palamàs himne olímpic oficial (decisió presa per la Sessió del Comitè Olímpic Internacional el 1958).

## Obra

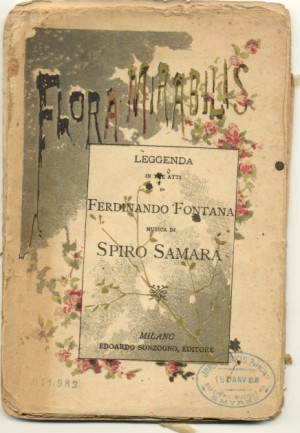
Coberta del llibret original de Flora mirabilis (1887)

### Òperes
- Torpillae (Atenes, 1879)
- Olàs (1882; actualment perduda)
- Flora mirabilis (Teatro alla Scala, Milà, 1886)
- Medgé (Teatro Constanzi, Roma, 1888)
- Messidor (escrita abans del 1891; actualment perduda)
- Lionella (Teatro alla Scala, Milà, 1891)
- La martire (Teatro Lirico Internazionale, Milà, 1894)
- La furia domata (Teatro Lirico Internazionale, Milà, 1895)
- Storia d'amore o La biondinetta (Teatro Lirico Internazionale, Milà, 1903)
- Mademoiselle de Belle-Isle (Teatro Politeama, Gènova, 1905)
- Rhea (Teatro Verdi, Florència, 1908)
- Tigra (1911; inacabada)

### Operetes
- Pólemos en polemo (Atenes, 1914)
- Pringuípissa tis Sàssonos (Atenes, 1915)
- Kritikopoúla (Atenes 1916)

### Música per a piano
- Scènes Orientales: Quatre Suites caractéristiques (1882)
- Bohémienne (1888)